# Megumi Kamionobe
Megumi Kamionobe (上尾野辺 めぐみ Kamionobe Megumi?,  nacida el 15 de marzo de 1986 en Kanagawa) es una futbolista japonesa que juega como centrocampista.
Kamionobe jugó 34 veces y marcó 2 goles para la selección femenina de fútbol de Japón entre 2009 y 2016. Kamionobe fue elegida para integrar la selección nacional de Japón para los Copa Mundial Femenina de Fútbol de 2011 y 2015.

## Trayectoria

### Clubes
| Club            | País  | Año    |
| --------------- | ----- | ------ |
| Albirex Niigata | Japón | 2006 - |

### Selección nacional
| Selección | País  | Año         |
| --------- | ----- | ----------- |
| Absoluta  | Japón | 2009 - 2016 |

## Estadística de equipo nacional
| Selección femenina de fútbol de Japón | Selección femenina de fútbol de Japón | Selección femenina de fútbol de Japón |
| Año                                   | Partidos                              | Goles                                 |
| ------------------------------------- | ------------------------------------- | ------------------------------------- |
| 2009                                  | 1                                     | 0                                     |
| 2010                                  | 10                                    | 1                                     |
| 2011                                  | 6                                     | 1                                     |
| 2012                                  | 1                                     | 0                                     |
| 2013                                  | 5                                     | 0                                     |
| 2014                                  | 4                                     | 0                                     |
| 2015                                  | 5                                     | 0                                     |
| 2016                                  | 2                                     | 0                                     |
| Total                                 | 34                                    | 2                                     |